# Oostwoud
Oostwoud est un village de la province de Hollande-Septentrionale aux Pays-Bas. Elle fait partie de la commune de Medemblik. Jusqu'au 1er janvier 2007, Oostwoud faisait partie de la commune de Medemblik. 
Sa population était en 2001 de 381 habitants environ.  La population du district statistique qui inclut les hameaux de Broerdijk et de Veldhuis, comprend 930 habitants (2004).

## Personnalités liées à Oostwoud
- L'écrivain Robert Anker (°1946) est natif de Oostwoud.